# Mallochohelea boettcheri
Mallochohelea boettcheri är en tvåvingeart som först beskrevs av Edwards 1929.  Mallochohelea boettcheri ingår i släktet Mallochohelea och familjen svidknott.
Artens utbredningsområde är Filippinerna. Inga underarter finns listade i Catalogue of Life.